# فيليب زونتاج
فيليب زونتاج (بالألمانية: Philipp Sonntag)‏ (و. 1941  م) هو ممثل، وكاتب سيناريو ألماني.

## التعليم
تعلم في أكاديمية الفنون الجميلة بميونخ
.

## وصلات خارجية
- فيليب زونتاج على موقع IMDb (الإنجليزية)
- فيليب زونتاج على موقع مونزينجر (الألمانية)
- فيليب زونتاج على موقع ألو سيني (الفرنسية)
- فيليب زونتاج على موقع ميوزك برينز (الإنجليزية)
- فيليب زونتاج على موقع أول موفي (الإنجليزية)
- فيليب زونتاج على موقع قاعدة بيانات الفيلم (الإنجليزية)
- فيليب زونتاج على موقع كينوبويسك (الروسية)